# 80.º Regimiento Aeromóvil (Ucrania)
El 80º Regimiento aeromóvil (en ucraniano: 80 окремий аеромобільний полк) es una unidad aeromóvil de las Fuerzas Terrestres Ucranianas. El regimiento es parte del Cuerpo de Ejército 13.

## Historia
El 80.º Regimiento aeromóvil se formó el 19 de diciembre de 1955 en el Cáucaso. En un principio formó parte de la 104.ª división aerotransportada de Guardias de las Fuerzas Aerotransportadas soviéticas, cuya sede de la división estaba en Kirovabad (ahora Ganyá) en la República Socialista Soviética de Azerbaiyán. Carey Schofield escribe que la 104.ª División Aerotransportada Guardias "sólo tenía dos regimientos 1975-1980 después de la disolución de la 80º Guardia Regimiento Aerotransportado en Bakú." En 1967 por sus logros en el entrenamiento del Regimiento fue galardonado con la Orden de la Estrella Roja.
En 1979 el regimiento se trasladó a Khyriv en el Óblast Lviv, al parecer, según fuentes rusas, como la 39.ª Brigada de Asalto Aéreo. En junio de 1990 la 39.ª Brigada de Asalto Aéreo se convirtió en el Centro de Entrenamiento de la 224º de las Fuerzas aerotransportadas soviéticas. En mayo de 1992, los hombres de servicio de la unidad dieron el juramento de proteger y servir al pueblo ucraniano. En 1995, el 224.º Centro de Formación de la VDV Soviética pasó a llamarse la 6.ª Brigada Aeromóvil, que en 1999 fue reorganizada en el 80.º Regimiento aeromóvil.

### Los despliegues
Los soldados del Regimiento han servido en Afganistán, Nagorno-Karabaj, Kosovo, Sierra Leona e Irak. Casi una tercera parte del regimiento fue enviado a Irak, como parte el último contingente táctico (81.er Grupo Táctico) el 15 de mayo de 2005.

## Estructura
- Compañía del Cuartel General[7]
- 1.er Batallón Aeromóvil[7]
- 2.ª Compañía del Batallón Aeromóvil[7]
- 2.º Batallón Aeromóvil[7]
- 5.a Compañía del Batallón Aeromovil[8]
- 1.ª Batería de Morteros

## Pasado comandantes
- Coronel Ihor Overin[9] - 2005
- Teniente Coronel Viktor Kopachynskii - Actualidad

## Premios
1967 recibió la Orden de la Estrella Roja